# Новоуткинский завод
Новоу́ткинский (Уткинский) металлурги́ческий заво́д — один из старейших металлургических заводов Урала, основанный в 1740-х годах на реке Утка. Ныне обособленное подразделение Искра ООО «ВПТ-Нефтемаш».

## История

### Первые годы

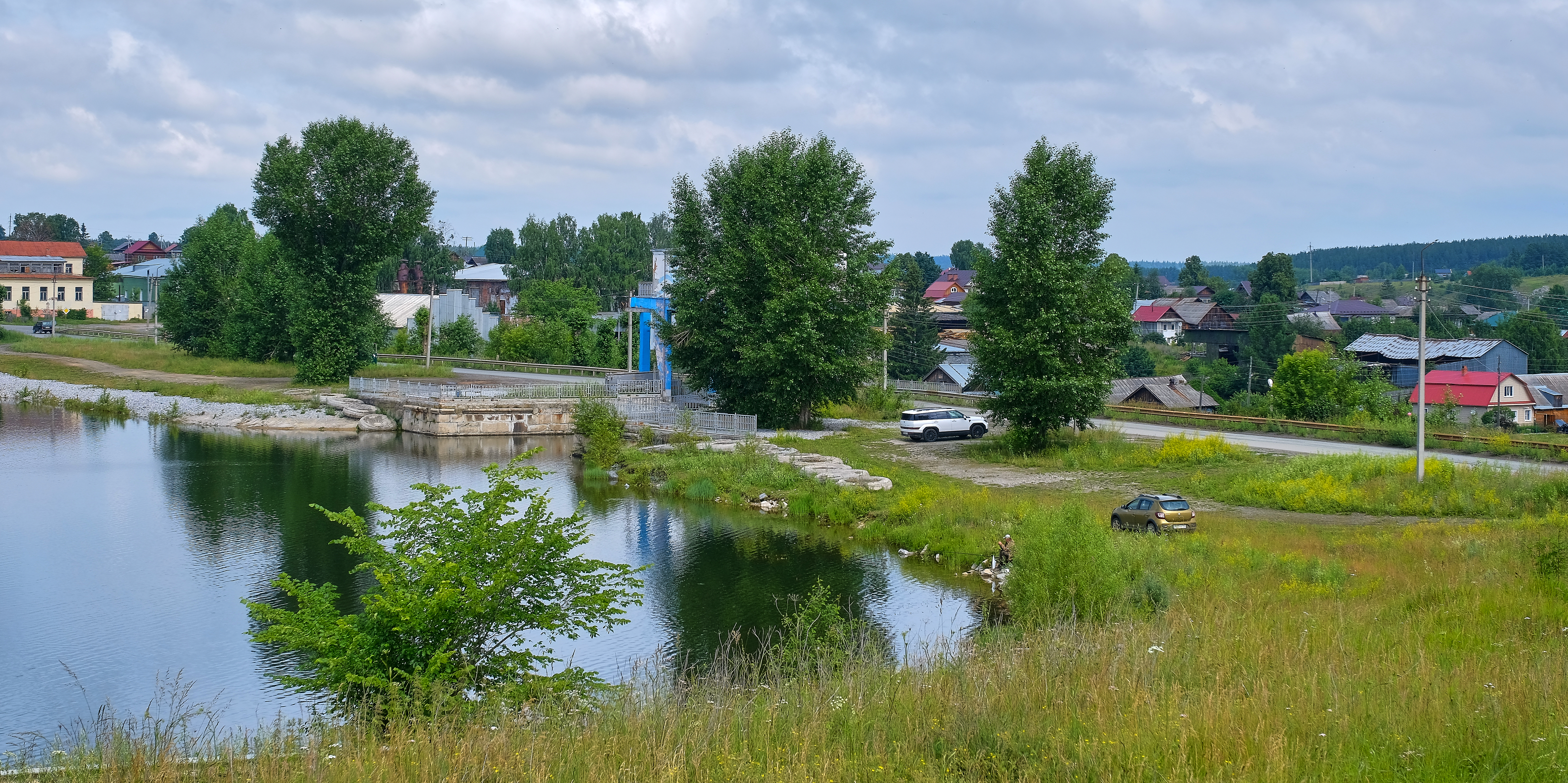
Плотина Новоуткинского пруда в 2025 году

Завод был построен в 1749 году на казённые средства по указу Берг-коллегии от 1746 года. Место для строительства было выбрано на пустующей государственной земле вблизи устья Утки, в 64 верстах к северо-западу от Екатеринбурга, в 19 верстах от Билимбаевского завода. Строительство велось под руководством члена канцелярии Главного правления Сибирских и Казанских заводов Густава Ульриха Райзера, главным техническим специалистом строительства был плотинный мастер Л. С. Злобин. В первые годы на заводе работала 1 доменная печь, чугун отправлялся для передела на Сылвинский завод.
17 июля 1758 года был подписан указ Берг-коллегии о передаче с 1 января 1759 года завода действительному камергеру С. П. Ягужинскому. Ягужинский безуспешно пытался получить от казны ссуду в размере 10 тыс. рублей на расширение завода. Со временем Ягужинский оказался не в состоянии выплатить казне необходимую сумму в 72 582 рубля за Уткинский и Сылвинский заводы. В 1765 году Берг-коллегия намеревалась вернуть оба завода в казну, но по решению Сената Уткинский завод был оставлен во владении Ягужинского.
В 1771 году на заводе работала 1 домна, кузница с 6 горнами, меховая фабрика, рудобойный молот и пильная мельница. Руда поставлялась с Каменского и Шайдуровского рудников, находившихся в 8—9 верстах от завода. К началу 1770-х годов на заводе числилось 76 рабочих, также к заводу были приписаны крестьяне Уткинской и Ачитской слободы. В годы Крестьянской войны завод оказался в зоне боевых действий, 29 января 1774 года был захвачен и разграблен. После окончания военных действий С. П. Ягужинский постарался избавиться от своих предприятий и в сентябре 1778 года (по другим данным — в 1779 году) продал свои заводы, в том числе Уткинский, С. Я. Яковлеву. Вырученный от продажи заводов 100 тыс. рублей Ягужинский вернул в казну в счёт долгов. Под эгидой Яковлева объёмы производства чугуна возросли. В 1781 году было произведено 86,1 тыс. пудов, в 1784 году — 108,8 тыс. В отдельные годы объёмы снижались до 38,5 тыс. пудов (1782 год) и 58,1 тыс. пудов (1785 год). В 1795 году было выплавлено 126 тыс. пудов, в 1796 году — 44,8 тыс. пудов. Такие колебания были вызваны изменением спроса и неурядицами из-за раздоров между наследниками С. Я. Яковлева. В период владения С. Я. Яковлева завод стали называть «Уткой Яковлева», чтобы отличать от другого Уткинского завода Демидовых (позднее стал именоваться Староуткинским), построенного не среднем одноимённом притоке Чусовой.

### Конец XVIII—XIX век
В 1780-х годах на заводе началось производство кричного железа. В 1790 году на заводе работала 1 домна и 1 молот, в 1797 году — 2 домны и молотовая фабрика с 2 колотушечными горнами и молотом. На заводе было занято 196 казённых мастеровых, на вспомогательных работах — 1257 приписных крестьян. Руда поступала с трёх действующих рудников, лес поступал из казённых дач. В 1807 году заводская плотина имела длину 362,1 м, ширину в нижней части 34,1 м, в верхней — 29,8 м, высоту — 4,9 м. В сутки проплавлялось 900—1000 пудов руды и выплавлялось 450—500 пудов чугуна. В составе кричной фабрики работало 4 молота и 4 горна. Основной продукцией было полосовое железо разных сортов. В дощатой фабрике находились прокатный и разрезной станы, нагревательная печь, ежегодно прокатывалось до 2,5 тыс. пудов железа. На заводе также существовали гвоздильня с 3 горнами и 7 молотами, а также лесопилка. Штат завода составляли 257 государственных крестьян и 25 крепостных. Вспомогательные работы выполнялись приписными крестьянами, общее число которых достигало 1290 человек. В 1807 году было произведено 137,9 тыс. пудов чугуна, 30,9 тыс. пудов железа, в 1815 году — 151,5 тыс. пудов чугуна, 24,7 тыс. пудов железа, в 1823 году было произведено 28,1 тыс. пудов железа, в 1827 году — 11,7 тыс. пудов. В 1841 году на заводе в течение 120 суток работала 1 домна высотой 12,1 м, шириной в распаре 3,2 м, в колошнике — 2,4 м, а также 2 кричных горна и 2 молота. При домне находилась воздуходувная четырёхцилиндровая машина. Было выплавлено 46,1 тыс. пудов чугуна в штыках и 29,7 тыс. пудов в припасах, произведено 15,8 тыс. пудов широкополосного железа, 0,8 тыс. пудов дельного железа и 1,1 тыс. пудов гвоздей.
В 1859 году завод перешёл в собственность И. А. Яковлева и Н. А. Стенбок-Фермор, которая с 1862 года стала единоличной владелицей предприятия. В 1859 году завод произвёл 164 тыс. пудов чугуна, отлито 5,1 тыс. пудов чугунных изделий, 26,7 тыс. пудов кричного железа, 3,1 тыс. пудов резного железа, 31 пудов шинного и 79 пудов сундучного железа, 231 пудов болванок и 140 пудов гвоздей. В 1859 году энергетическое хозяйство было представлено 11 водяными колёсами, в 1860 году — 10, в 1863 году — 15 (общей мощностью 248 л. с.). В 1860 году на заводе был занят 331 рабочий.
После отмены крепостного права производительность завода снизилась. В 1863 году было выплавлено 129,7 тыс. пудов чугуна, бо́льшая часть из которого была отправлена на другие заводы Верхисетского округа, 31,3 тыс. пудов кричного железа. В начале 1860-х годов на заводах округа внедрялся контуазский способ производства железа. На Уткинском заводе были построены новые горны, в 1865 году — отражательная печь. Объём производства чугуна возрастал, производство железа снижалось. В 1871 году было выплавлено 119,8 тыс. пудов чугуна в штыках и 66,6 тыс. пудов в припасах, в 1881 году — 202,9 тыс. пудов чугуна в штыках и 11,3 тыс. пудов в припасах.
В 1884 году на заводе работала 1 домна на горячем дутье, воздуходувная машина, воздухонагревательный прибор, 9 кричных горнов, 2 калильные печи. В конце 1880-х — начале 1890-х годов на заводе работали 4 паровых молота, 3 прокатных стана и отражательная печь. На заводе было занято 479 рабочих, в том числе на основных работах — 224, на вспомогательных — 255. В 1883 году работало 6 водяных колёс общей мощностью в 227 л. с. и 5 паровых машин общей мощностью в 93 л. с. В 1900 году осталось одно вододействующее колесо в 15 л. с., кроме того действовали четыре турбины общей мощностью в 402 л. с., две паровые машины общей мощностью в 80 л. с. и один локомобиль в 9 л. с. В конце XIX века объём производства чугуна постоянно увеличивался. В 1880 году было выплавлено 234,1 тыс. пудов, в 1885 году — 250,9 тыс., в 1890 году — 255,8 тыс., в 1895 году — 328,2 тыс., в 1899 году — 377,1 тыс. пудов.

### XX век
В 1899 году завод принадлежал семейному паевому товариществу наследников графини Н. А. Стенбок-Фермор и в условиях промышленного кризиса работал крайне неритмично. В 1900 году доменная печь проработала 353 суток, в 1902 году — только 157. Поскольку заводы Верхисетского округа в целом испытывали потребность в чугуне для производства кровельного железа, Уткинский завод несколько лет даже в условиях кризиса наращивал объём производства чугуна, достигнув объёма 602 тыс. пудов в 1905 году. В этот же период объём производства сортового железа существенно сократились, а после 1910 года производство было прекращено. В 1908 году завод перешёл в собственность акционерного общества Верхисетских горных и механических заводов Яковлева, которое в 1910 году трансформировалось в акционерное общество Верх-Исетских горных и механических заводов. В 1908 году выплавка чугуна составила 208,8 тыс. пудов, в 1909 году — 381,6 тыс., в 1910 году — 102,9 тыс., в 1911 году — 327,1 тыс., в 1912 году — 560,3 тыс. пудов. В годы Первой мировой войны из-за трудностей в обеспечении рудой и топливом выплавка чугуна стала сокращаться, а в 1916 году была прекращена.

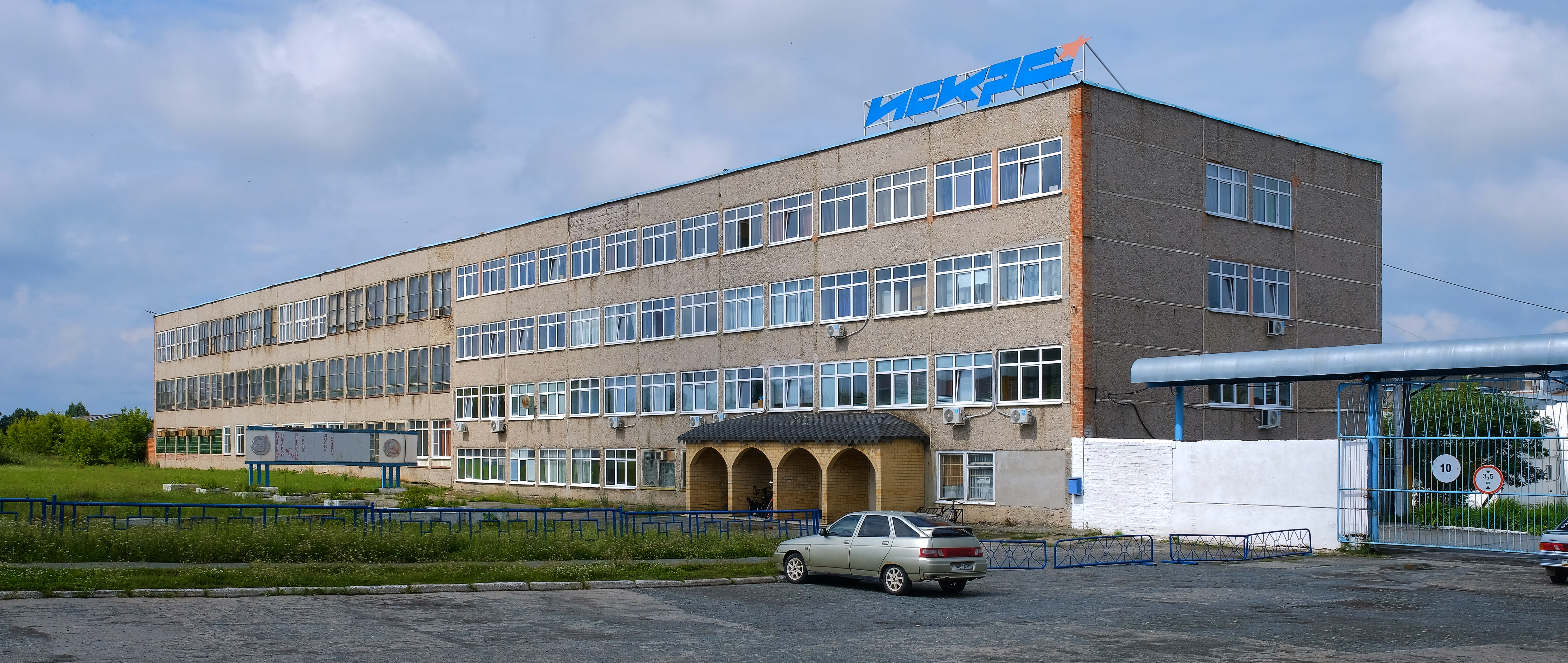
Завод «Искра» в 2025 году

16 января 1918 года завод был национализирован. В годы Гражданской войны он сильно пострадал, оборудование было разрушено. Местных руд не хватало для нормальной производительности, поэтому в начале 1920-х годов завод на 50 % обеспечивался привозной рудой Синарского и Высокогорского месторождений. Лесные запасы заводской дачи расходовались на нужды Староуткинского и Шайтанского заводов. Вскоре чугуноплавильное производство на заводе было ликвидировано.
В 1927 году на базе Уткинского завода был создан Новоуткинский механический завод. 26 сентября 1941 года на базе эвакуированного ленинградского завода «Электрик» был образован Новоуткинский завод электросварочных машин и аппаратов. Позднее стал именоваться заводом «Искра».